# Reederochloa
Reederochloa là một chi thực vật có hoa trong họ Hòa thảo (Poaceae).

## Loài
Chi Reederochloa gồm các loài: